# Ligne R5
Les lignes R5 et R50 sont deux des dix-huit lignes de train de banlieue de l'agglomération barcelonaise. Elles relient Barcelone à Manresa et desservent entre treize et quatorze communes sur le tracé de la ligne Llobregat - Anoia.
Elles sont exploitées par les Chemins de fer de la généralité de Catalogne (FGC).

## Historique
La ligne R5 est créée en 1996 par la reprise du service entre Plaça d'Espanya et Manresa, qui opère alors un trajet semi-direct en ne s'arrêtant pas à toutes les gares et stations jusqu'à Martorell. En parallèle, est instituée jusqu'en 1999 la ligne R50, qui double le service entre Martorell et Manresa afin de faire le lien avec le cadencement assuré par les lignes R5 et R6 sur le segment Plaça d'Espanya-Martorell.
Avec la fin de l'électrification de la ligne Llobregat - Anoia en 1999, la fréquence des trains de la ligne R5 est doublée et la R50 disparaît. Après une hausse en 2008 du nombre de gares desservies par la R5, la R50 est reconstituée en 2012 à raison de trois trains par jour entre Plaça d'Espanya et Manresa, avec un gain de trajet de cinq minutes par la desserte de huit arrêts de moins que la R5.

## Caractéristiques

### Ligne
Les deux lignes parcourent les infrastructures de la ligne Llobregat - Anoia. La R5 compte 27 stations et la R50 en compte 19, dont neuf souterraines. Elles parcourent 63,15 km. Les rails sont à écartement métrique et la voie est double entre Plaça d'Espanya et Olesa de Montserrat.
À partir de Plaça d'Espanya, elles desservent treize ou quatorze communes : Barcelone, L'Hospitalet de Llobregat, Cornellà de Llobregat, Sant Boi de Llobregat, Sant Vicenç dels Horts, Pallejà, Sant Andreu de la Barca, Martorell, Abrera, Olesa de Montserrat, Monistrol de Montserrat, Castellbell i el Vilar (R5 seulement), Sant Vicenç de Castellet et Manresa. Elles partagent leur tracé avec la ligne L8 jusqu'à Molí Nou | Ciutat Cooperativa, la ligne S9 jusqu'à Quatre Camins, les lignes S8 et R6/60 jusqu'à Martorell Enllaç et la ligne S4 jusqu'à Olesa de Montserrat.

## Exploitation

### Matériel roulant
La ligne est servie par les rames de série 213 des FGC.

Rame
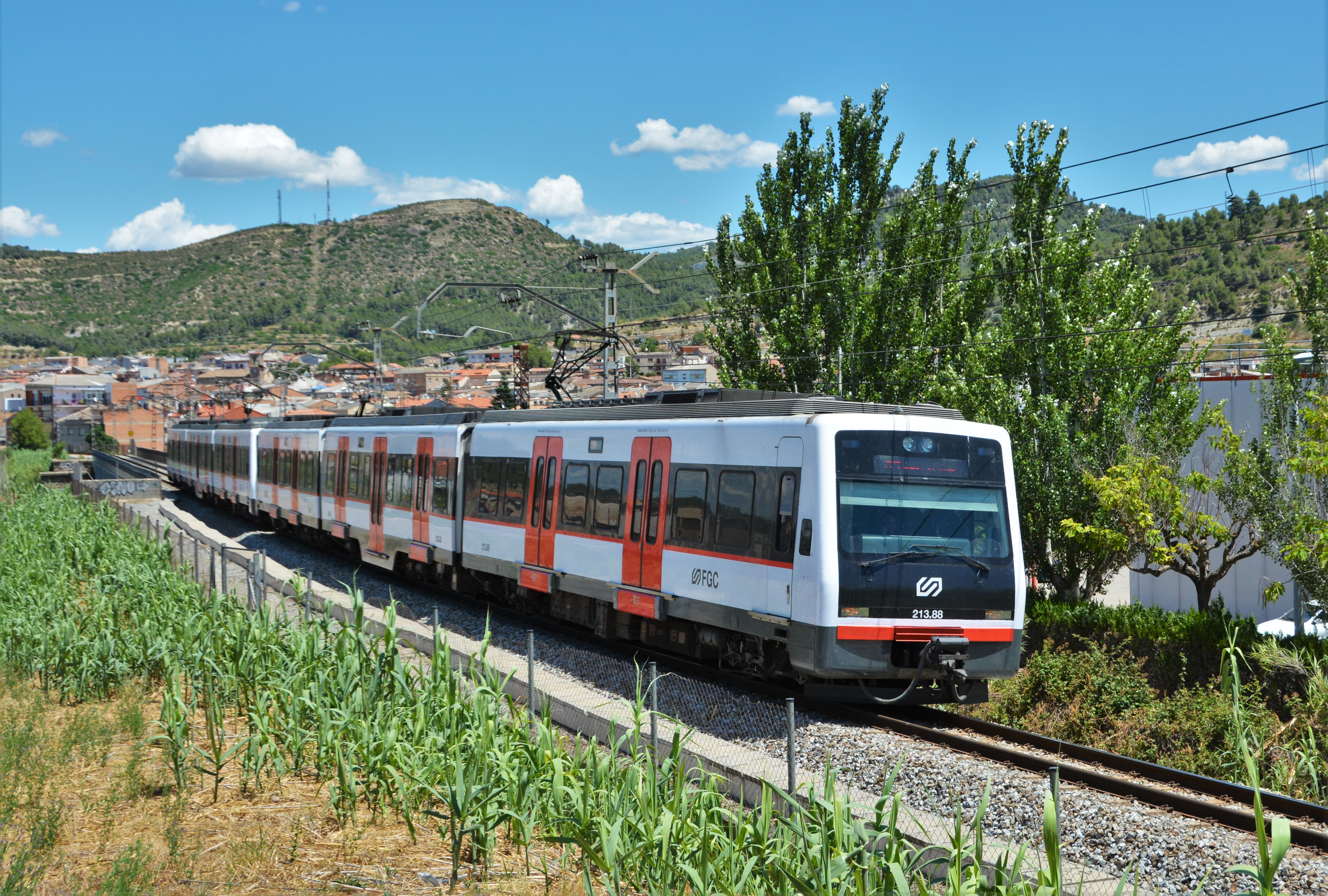
Série 213 sortant de Sant Vicenç de Castellet.

### Horaires et tarification
La ligne R50 circule uniquement les jours ouvrés, à raison de trois trains par jour dans les deux sens, et ne s'arrête pas dans huit des 27 gares et stations de la ligne.